# Andrzej Niegolewski (zm. 1769)
Andrzej Niegolewski herbu Grzymała (zm. 17 kwietnia 1769 roku) – chorąży poznański w latach 1762–1769, chorąży kaliski w latach 1756–1762, stolnik poznański w latach 1746–1756, starosta pobiedziski.
Jako poseł województwa poznańskiego na sejm konwokacyjny 7 maja 1764 roku podpisał manifest, uznający odbywający się w obecności wojsk rosyjskich sejm za nielegalny. Był konsyliarzem województw poznańskiego i kaliskiego w konfederacji 1767 roku.